# Beretta Px4 Storm
Беретта Px4 Storm — самозарядный пистолет производства итальянской фирмы Beretta, предназначенный для самообороны и правоохранительных органов.

## Описание
Px4 использует ту же систему отдачи с коротким ходом ствола (англ. short recoil), что и Beretta 8000, и такую же механику, что и Беретта 92, но сильно отличается от них обоих по дизайну. В числе принципиальных отличий: лёгкая полимерная конструкция со стальными вставками, отдельный модуль спускового механизма, неразборный затвор, направляющие полозья типа Пикатинни (англ. Picatinny) под стволом и сменные спинки рукоятки. Для эффективной боевой стрельбы, так же, как и для соревнований по практической стрельбе, важна точность и кучность при скоростной стрельбе. Нужно, чтобы пистолет после каждого выстрела быстро и точно возвращался на прицельную линию. Px4 обладает именно таким преимуществом. Сила отдачи и подброс при выстреле у Beretta Px4 совсем невелики, причём значительно меньше, чем у куда более тяжелого, полностью стального пистолета MAB-15, так же имеющего вращающийся ствол. Стрелку не приходится прилагать усилия. Отдача плавная и легкая, при выстреле пистолет только немного подбрасывает вверх дульной частью, после чего оружие быстро возвращается в исходную позицию. Beretta Px4 Storm так же является превосходным пистолетом по точности стрельбы. На дистанции 23 метра из Px4 калибра 9 мм стрельбой сериями по пять выстрелов патронами различных производителей, снаряженными экспансивными пулями и с разной мощностью порохового заряда, были сделаны группы попаданий в диаметре от 50 до 75 мм.

## Конструкция

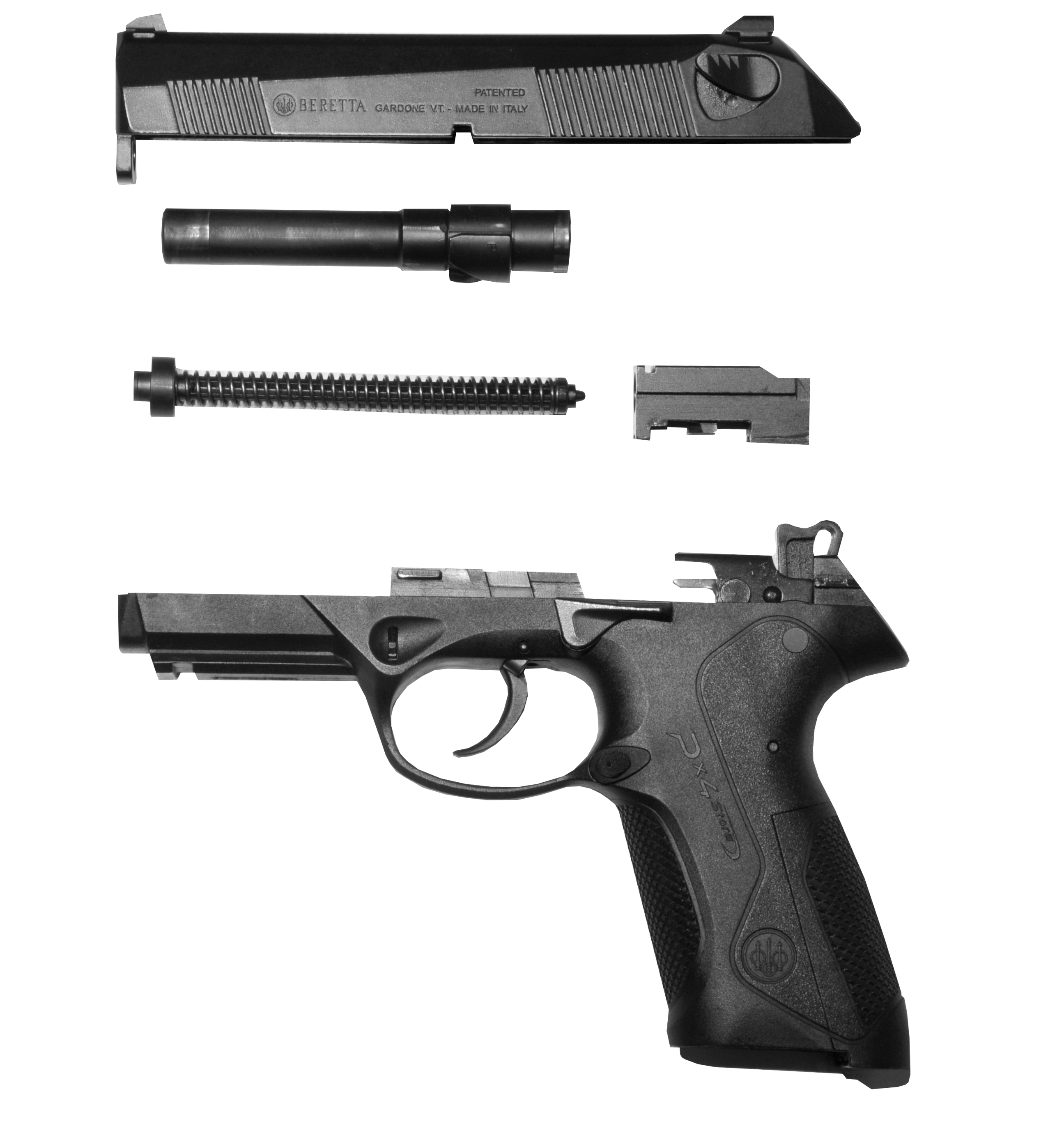
Конструкция Px4 Storm

В отличие от Беретты моделей 92/96/M9, спусковая скоба у Px4 закруглена для более удобного скрытого ношения, и на ней спереди нет насечек. Кнопка для снятия затвора заменена на подпружиненные выступы с обеих сторон затвора, которые нужно нажать вниз одновременно. Оба конца пружины затвора спрятаны, и эта конструкция не разбирается. Механизм курка может быть снят без применения специальных инструментов, что обеспечивает лёгкий доступ к нему при чистке. Конструкция Px4 не позволяет собрать пистолет неправильно.
Прицел выполнен в виде трёх механических точек (в вариантах до 2010 года — три светящиеся точки).

Под стволом имеются направляющие полозья типа Пикатинни для крепления фонарика, лазерного целеуказателя и пр. Одной из особенностей Px4 является очень удобная и эргономичная рукоятка, являющаяся одной из самых удобных для удержания и продолжительной стрельбы среди современных пистолетов. Особенным отличием рукоятки данного пистолета является проработанная эргономика затыльника рукоятки. Заботясь об анатомических особенностях кисти каждого стрелка, пистолет комплектуют тремя различными затыльниками. Следует обратить внимание на тот факт, что благодаря тщательно продуманной рукоятке стрелок после длительной стрельбы (даже более мощными патронами с увеличенным пороховым зарядом +P) не почувствует дискомфорта, характерного для некоторых пистолетов. По причине равномерного распределения силы отдачи кисть стреляющего не устаёт, и он может отстреливать не одну сотню патронов.

### Заменяемые части
Для подгонки пистолета под требования конкретного пользователя некоторые детали могут быть заменены: затыльник рукоятки, кнопка сброса магазина, защёлка затвора и механизм курка. Спинка рукоятки изготовляется в трёх вариантах: узкая, стандартная и широкая. Кнопка сброса магазина может быть установлена на любой стороне пистолета и быть трёх типов: стандартная, большая и армейская (увеличенная). Стандартная защёлка затвора может быть заменена на более узкую, чтобы она не мешала быстрому выниманию пистолета из кобуры.

### Преимущества
Постоянная боеготовность; высокое останавливающее действие используемого патрона; небольшие габариты и масса; удобство и безопасность в обращении; небольшая сила отдачи и малый подброс оружия при стрельбе; точность стрельбы; отсутствие сильно выступающих деталей; высокая стойкость к коррозии.

## Страны-эксплуатанты
- Аргентина: В 2010 Полицейским управлением Буэнос-Айреса была закуплена партия из 1500 пистолетов.
- Армения: Неизвестное количество используется полицией и, вероятно, также сотрудниками СНБ.
- Канада: Используется Канадской пограничной службой[англ.].
- Малайзия: Используется Королевской Полицией Малайзии как новое табельное оружие, которое заменило устаревшие Smith & Wesson Model 15 под патрон .38 Special, находившиеся на вооружении с семидесятых годов.
- Португалия: Используется Республиканской Национальной Гвардией и полицией.
- Ливия: Заказано 7500 пистолетов Px4 до начала Гражданской Войны.
- Южно-Африканская Республика: В январе 2010 Полиция ЮАР[англ.] сделала заказ на 4000 пистолетов Px4F.
- Туркменистан: Заказано 120 пистолетов Px4 Storm.
- США: Используется департаментом округа Огайо, полицией штата Мэриленд[англ.], полицейским департаментом города Спарта[англ.], полицейским департаментом Провиденса, департаментом полиции Фресно и полицейским департаментом Рочестера[англ.].
- Венесуэла: Состоит на вооружении Венесуэльской Национальной Гвардии.

## Видео
- Видео с описанием Беретты Px4 Storm 9 мм
- 2 часть
- Любительский обзор на русском языке (9 мм вариант)